# بیهاروگرا
بیهاروگرا (به مجاری:  Biharugra) یک منطقهٔ مسکونی در مجارستان است که در ناحیه شارکاد واقع شده‌است. بیهاروگرا ۵۲٫۸۷ کیلومتر مربع مساحت و ۹۴۵ نفر جمعیت دارد.